# لوبيز
لوبيز هو لاعب كرة قدم برازيلي في مركز حراسة المرمى، ولد في 11 مارس 1983 في Itaperuna ‏ في البرازيل. لعب مع أتلتيكو يوفنتوس وبوتافوغو ريغاتاس ونادي أيه بي سي ونادي بانغو أتلتيكو ونادي تريزه ونادي سيارا ونادي فورتاليزا.

## وصلات خارجية
- لوبيز على موقع قاعدة بيانات كرة القدم.إي يو (الإنجليزية)
- لوبيز على موقع Soccerway.com (الإنجليزية)